# زیم (مینه‌سوتا)
زیم (به انگلیسی: Zim) یک منطقهٔ مسکونی در ایالات متحده آمریکا است که در مک داویت تاونشیپ واقع شده‌است. زیم ۲۰ نفر جمعیت دارد و ۴۰۹٫۰۵ متر بالاتر از سطح دریا واقع شده‌است.